# Bundesstraße 69

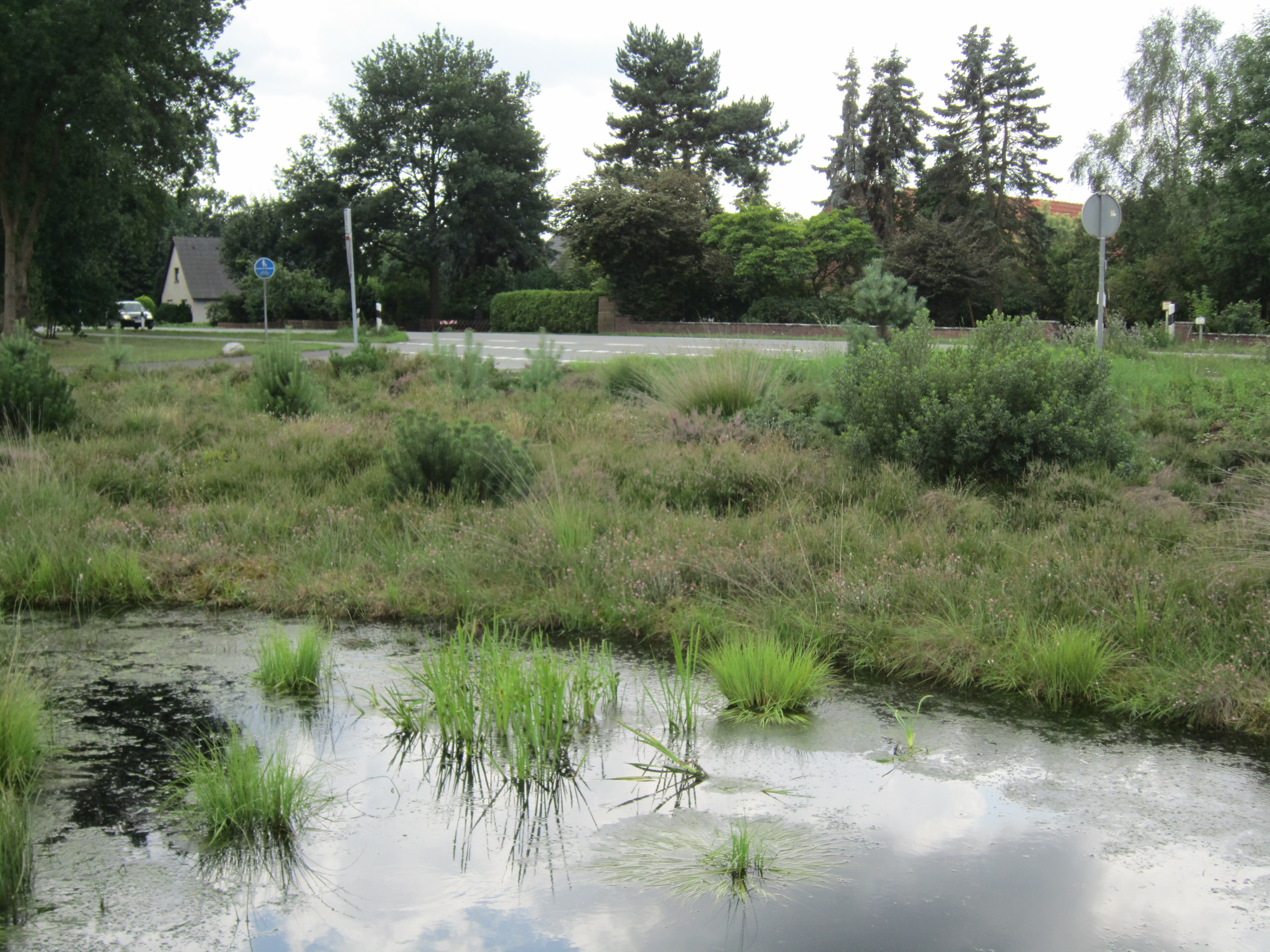
Diepholzer Straße südlich von Vechta, kurz hinter dem südlichen Ende der Umgehungsstraße Vechta

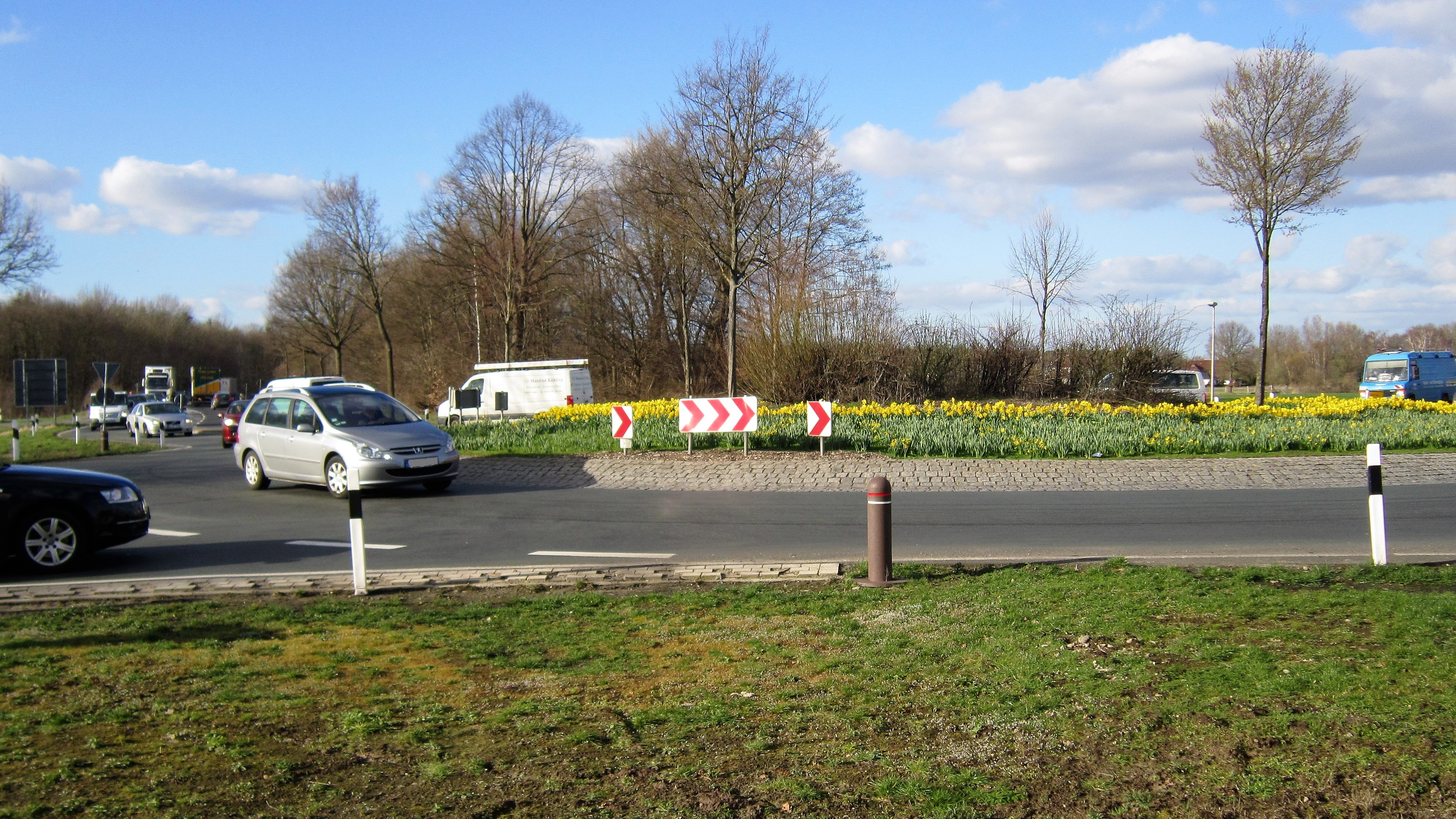
Ende der B 69 (hinten) bei der Einmündung in den Kreisel Diepholz-Nordwest

Die Bundesstraße 69 (Abkürzung: B 69) führt als Verlängerung der Bundesstraße 72, die aus Ostfriesland kommt, von der Anschlussstelle Cloppenburg der A 1 nach Vechta und weiter zur Kreisstadt Diepholz (etwa 60 km südwestlich von Bremen). Sie ist mit 30 km Streckenlänge nur mehr ein Rest der ehemals von Wilhelmshaven an der Nordsee herkommenden B 69, von der der größte Teil durch die A 29 ersetzt wurde.

## Verlauf
Die B 69 beginnt an der A 1 und verläuft zunächst in Richtung Osten. Ab Schneiderkrug führt sie über Langförden in südlicher Richtung nach Vechta.
An der Anschlussstelle Vechta-Nord mündet die B 69 in die Umgehungsstraße Vechta ein, die in Richtung Osten als Landesstraße 881 über Bergstrup und Holzhausen bis zur Oyther Straße in Telbrake führt und dort ihr nordöstliches Ende findet. Um die Kreisstadt macht die B 69 heute auf dem westlichen Abschnitt der Umgehungsstraße einen Bogen, da die alte Strecke der B 69 im Bereich der Vechtaer Innenstadt dem Verkehr nicht mehr gewachsen war. Die Stadtumgehung wurde als zweistreifige Kraftfahrstraße ausgeführt.
Die B 69 verlässt Vechta in Richtung Diepholz, wo sie an einem Kreisverkehr als Einmündung in die Diepholzer Ortsumgehung im Zuge der B 51 und B 214 endet.

## Geschichte
Die 1932 eingerichtete Fernverkehrsstraße 69 (FVS 69), ab 1934 in Reichsstraße 69 (R 69) umbenannt, führte von Wilhelmshaven über Sande, Varel, Hahn-Lehmden und Rastede nach Oldenburg, durch Wardenburg, Sage und Ahlhorn nach Vechta und von dort über Lohne und Damme nach Osnabrück. Die Streckenführung im südlichen Abschnitt wurde um 1937 nach der Verlängerung der Reichsstraße 68 bis Cloppenburg aufgegeben, stattdessen endete die Reichsstraße 69 fortan im Stadtzentrum von Diepholz an der Reichsstraße 51 und der Reichsstraße 214.
Die Trasse, die später die Reichsstraße 69 bildete, durchquerte als Nord-Süd-Achse das Großherzogtum Oldenburg. Ihr südlicher Streckenabschnitt von Oldenburg bis Vechta wurde 1837, ihr nördlicher Streckenabschnitt bis Varel wurde 1839 zur Chaussee ausgebaut und 1846 bis Jever verlängert.
Zwischen Sande und Wilhelmshaven zweigte die heute noch als Bundesstraße 210 vorhandene Reichsstraße 210 von der Reichsstraße 69 nach Emden/Aurich/Jever ab. Das Stück zwischen dieser Abzweigung und Wilhelmshaven nannte man nicht B 69, sondern es wurde der B 210 zugeschlagen. Weiter in südliche Richtung führte die B 69 parallel zur heutigen Trasse der A 29 und der A 293.
Bis zur Fertigstellung dieser Autobahnen waren die Wilhelmshavener Heerstraße und die Nadorster Straße bis zur heutigen Anschlussstelle Nadorst Teil der Reichsstraße bzw. Bundesstraße. Vorbereitungen für den Bau des Umgehungsstraßenrings, der von der Nadorster Straße in westlicher Richtung abzweigte, wurden während des Zweiten Weltkriegs in Angriff genommen, indem der Flötenteich von polnischen und ukrainischen Zwangsarbeitern ausgehoben wurde. Um 1960 wurde das Teilstück zwischen Nadorst und Kreyenbrück der heutigen Autobahnen 293 und 28 (damals Bundesstraße 75 genannt) als zweistreifige Umgehungsstraße ausgebaut. Die B 69 verließ die als B 75 nach Bremen weiterführende Umgehungsstraße an der Kreuzung mit der Cloppenburger Straße, auf der die Bundesstraße 69 südlich dieser Kreuzung aus der Stadt herausführte.
Sie unterquerte zwischen der Fertigstellung der A 1 im Bereich Ahlhorn und der Fertigstellung der A 29 auf ihrer angestammten Trasse die A 1. Hier gab es sogar eine vollständige Autobahnausfahrt, von wo man aus Richtung Osnabrück von der A 1 zu Badeorten an der (ost-)friesischen Küste sowie in Richtung Wilhelmshaven und Oldenburg abfuhr. Durch den Bau des Autobahndreiecks Ahlhorner Heide und die Fertigstellung der A 29 ist heute an dieser Stelle nur noch eine Auffahrt von der ehemaligen B 69 auf die A 1 in Richtung Hamburg/Bremen bzw. eine Abfahrt von Hamburg/Bremen kommend möglich. Es ist jedoch geplant, diese Ausfahrt wieder als eine vollständige herzustellen.
Während der Bauzeit der A 29 war ein Teilstück zwischen dem provisorischen Autobahnende bei Hengstlage (zwischen Wardenburg und Sage) bis zum Anschluss an die A 1 ebenfalls als B 69 ausgeschildert.
Nach der Fertigstellung der A 29 im Jahre 1984 wurde die alte B 69 zwischen Wilhelmshaven und Schneiderkrug überwiegend zur Landesstraße, teilweise auch zur Kreisstraße bzw. (in der Stadt Oldenburg) zur städtischen Straße herabgestuft. Nur südlich von Oldenburg trägt die Trasse der ehemaligen B 69 eine einheitliche Bezeichnung, und zwar L 870. Der Abschnitt der B 72 zwischen Schneiderkrug und der Anschlussstelle Cloppenburg der A 1 wurde in B 69 umbenannt.
Im Verlauf der Oldenburger Nordtangente zwischen A 293 und A 29 ist der ca. 900 m lange Abschnitt von der Nadorster Straße bis zur Autobahnanschlussstelle Nadorst der A 293 als Bundesstraße B 69 gewidmet.
Seit der Fertigstellung der Ortsumgehung Diepholz endet die B 69 bereits an der neuen Einmündung in die B 51 und die B 214 kurz vor Diepholz.